# Niek van der Velden
Niek van der Velden (Nispen, 28 maggio 2000) è uno snowboarder olandese, specializzato in slopestyle e big air.

## Biografia
Originario di Nispen e attivo a livello internazionale dal novembre 2013, Niek van der Velden ha debuttato in Coppa del Mondo il 26 dicembre 2016, giungendo 20º nel big air a Alpensia. L'8 gennaio 2022 ha ottenuto in slopestyle, a Mammoth Mountain, il suo primo podio nel massimo circuito, chiudendo al secondo posto nella gara vinta dallo statunitense Redmond Gerard. 
In carriera ha preso parte a tre gare dei Giochi olimpici invernali, e a tre gare dei Campionati mondiali di snowboard.

## Palmarès

### Mondiali juniores
- 1 medaglia:
  - argento (big air a Cardrona 2018)

### Coppa del Mondo
- Miglior piazzamento in classifica generale difreestyle: 7º nel 2019
- Miglior piazzamento nella Coppa del Mondo di big air: 9º nel 2019
- Miglior piazzamento nella Coppa del Mondo di slopestyle: 6° nel 2019
- 1 podio:
  - 1 secondo posto